# Joaquim de Judá
Joaquim (ou Jeoaquim ou Jeoiaquim) (634 a.C — 598 a.C.) foi o 18º Rei de Judá.  Seu nome, originalmente, era Eliaquim. Seu nome foi mudado pelo Faraó Neco, quem o constituiu rei. Era filho de Josias e irmão de Joacaz, que foi levado cativo ao Egito pelo mesmo Faraó, tendo Joacaz antecedido Jeoaquim no trono de Judá por três meses. Foi pai de outro Joaquim, também conhecido por Jeconias, que o sucedeu.
Seu nome é grafado Joaquim na Bíblia de Jerusalém e Jeoaquim  na tradução de Almeida. Por isso não deve ser confundido com Joaquim, 19º rei de Judá, também chamado Jeconias. Enquanto o 18º rei era filho de Zebidá, o 19º rei era filho de Neusta com o 18° rei e iniciou seu reinado aos 18 anos e reinou somente por três meses.

## Cenário político
Segundo Jeremias 25:1, Jeoaquim, filho de Josias, rei de Judá, teria assumido o trono de seu pai após sua morte em 609 a.C e teria reinado por 11 anos, tendo findado seu reinado em 598 a.C. Fontes bíblicas e extra-bíblicas retratam os conflitos entre poderes rivais, ocorridos durante o reinado de Jeoaquim. O domínio mantido pelo Egito sobre uma considerável parte do antigo Império Neoassírio, estimulara a predominância da facção pró-Egito em Judá, na qual o rei se apoiava. Porém, quando o rei babilônico, Nabucodonosor II, esmagou o exército do faraó, em Carquemis (605 a.C.), e marchou para a costa mediterrânica, devastando as cidades filistéias, essa facção entrou em pânico. Seus desesperados pedidos de ajuda aos egípcios, bem atestam a gravidade da situação. Joaquim morreu quando a ameaça da Babilônia já se desenhava, nitidamente, no horizonte de Judá.
A exemplo dos outros filhos de Josias, Jeoaquim é julgado negativamente pelos autores deuteronomistas (Livro dos Reis e Crônicas), acusado de idolatria.